# دو (خواننده)
دِوین استار تایلس (به انگلیسی: Devin Star Tailes) مشهور به دِو (به انگلیسی: Dev) خواننده و رپ‌خوان اهل تریسی، کالیفرنیا کالیفرنیا است. او فعالیت خود را از سال ۲۰۱۰ شروع کرده و در سبک‌های هیپ هاپ، هاوس، سینث‌پاپ، دنس و نو جاز فعالیت دارد.

## زندگی شخصی
او از ۴سالگی شروع به فعالیت در رشتهٔ شنا کرده بود و سپس به تحصیل در ابتدایی و راهنمایی براک الیوت و دبیرستان سیرا کرد جایی کi او در آن عضو گروه کر بود.او در سن خواکین دلتا کالج به تحصیل در رشتهٔ زبان انگلیسی و تاریخ هنر پرداخت که در سال اول کالج ترک تحصیل کرد و به دنبال حرفه خوانندگی رفت. در سپتامبر ۲۰۱۱، Dev اعلام کرد که او و نامزدش جیمی گورکی در انتظار یک دختر بچه در ۲۴ دسامبر ۲۰۱۱ بودند." Dev دخترش ،امیلیا , را در تاریخ ۹ دسامبر ۲۰۱۱ به دنیا آورد.